# Отнурок (село)
О́тнурок (рос. Отнурок, башк. Отнурок) — село (колишнє селище) у складі Бєлорєцького району Башкортостану, Росія. Адміністративний центр Нурської сільської ради.
Населення — 239 осі (2010; 253 в 2002).
Національний склад:
- башкири — 57%
- росіяни — 30%